# Phaegoptera histrionica
Phaegoptera histrionica är en fjärilsart som beskrevs av Herrich-Schäffer 1853. Phaegoptera histrionica ingår i släktet Phaegoptera och familjen björnspinnare. Inga underarter finns listade i Catalogue of Life.